# Bhabua
Bhabua é uma cidade e um município no distrito de Kaimur (Bhabua), no estado indiano de Bihar.

## Geografia
Bhabua está localizada a 25° 03′ N, 83° 37′ L. Tem uma altitude média de 76 metros (249 pés).

## Demografia
Segundo o censo de 2001, Bhabua tinha uma população de 41 507 habitantes. Os indivíduos do sexo masculino constituem 54% da população e os do sexo feminino 46%. Bhabua tem uma taxa de literacia de 66%, superior à média nacional de 59,5%; com 61% para o sexo masculino e 39% para o sexo feminino. 16% da população está abaixo dos 6 anos de idade.